# Jan Tovačovský z Cimburka (mladší)
Jan Tovačovský z Cimburka (okolo 1440? – 10. až 25. listopadu 1483) byl utrakvistický moravský šlechtic z rodu Tovačovských z Cimburka. Stal se nejvyšším zemským sudím a nejvyšším komorníkem Českého království. Také stejně jako jeho druhá choť byl zastáncem Jednoty bratrské.

## Život
Narodil se jako syn moravského kališnického hejtmana Jana Tovačovského z Cimburka a jeho manželce Žofii z Kunštátu. 
V 50. letech 15. století se oženil s Magdalenou z Michalovic, s níž měl dceru Anežku Tovačovskou z Cimburka, pro niž byl 15. října 1484 v Polné smluven sňatek s vlivným katolickým a ovdovělým pánem Jindřichem IV. z Hradce. Když v roce 1468 zemřel Janův švagr Jindřich II. Kruhlata z Michalovic, zdědil po něm Jan Tovačovský jeho rozsáhlé zámky, panství a majetky (panství mladoboleslavské a brandýské a zámek Hrubý Rohozec). Usadil se v Mladé Boleslavi, kde nařídil obnovu mladoboleslavského hradu, který byl později vlastnictvím Jana II. ze Šelmberka a v 16. století prošel pozdněgotickou přestavbou. Zásluhou Jana a jeho druhé manželky Johanky Krajířové se Mladá Boleslav stala centrem Jednoty bratrské.
Janova první manželka Magdalena z Michalovic zemřela 15. července 1469 nebo 1470. Roku 1477 se oženil s utrakvistkou Johankou Krajířovou z Krajku, známou pro její podporu Jednoty bratrské. Měli spolu syna Adama.
Ve dnech 13.–17. ledna 1483 rokovaly v Praze delegace kališnických (utrakvistických) a katolických stavů. Kališnickou delegaci vedl Jan Tovačovský a katolickou Jan Zajíc z Hazmburka. Pro katolíky bylo nepřijatelné uzavřít náboženský mír „na věčné časy”. Kališníci odmítli návrh na jednání s papežem Sixtem IV. o potvrzení kompaktát. Kališnický argument byl tradiční, a to že kompaktáta byla již schválena basilejským koncilem a bývalým císařem Zikmundem Lucemburským. Dne 6. března 1483 na sjezdu kališníků v Nymburce ohlásil Jan Tovačovský své straně, že katolická delegace byla ochotna uzavřít náboženský mír na 20-30 let. Tento konkrétní mír však nebyl uzavřen, ale byl následován kutnohorským mírem v roce 1485.

### Janova podpora Vladislava Jagellonského
Jan a Ctibor Tovačovští z Cimburka společně v politickém dění prosazovali Vladislava II. Jagellonského na český trůn proti Matyáši Korvínovi. Často se vydávali do Krakova, aby se spřátelili s polskými Jagellonci. Roku 1475 jmenoval král Vladislav II. Jana Tovačovského nejvyšším sudím. Dne 15. března 1478 se Jan Tovačovský jako delegát krále Vladislava II. vydal do Brna k projednání mírové smlouvy s Matyášem Korvínem. Tato mírová smlouva byla dne 28. března 1478 dokončena a podepsána Ctiborem Tovačovským z Cimburka. Roku 1479 se Jan Tovačovský stal nejvyšším komorníkem Českého království.

## Úmrtí
Dne 25. listopadu 1483 Jan Tovačovský z Cimburka zemřel. Jeho majetek zdědil jediný syn Adam, kvůli jehož nezletilosti majetek dočasně spravoval jeho strýc Ctibor Tovačovský z Cimburka. Smrt Jana byla velkou ranou pro kališníky, ztratili totiž svou nejvýznamnější osobnost.